# Дитва
Ди́тва (Дзитва; бел. Дзітва) или Дитва́ (лит. Ditva) — река в Гродненской области Беларуси и Литве, правый приток Немана.

## Происхождение названия
Согласно А. Ванагасу — данный гидроним родственен гидрониму Dit-upė (река в Клайпедском районе Литвы). В прошлом фиксировался в записях как Dittowa, Ditua и др. Происхождение корня dit- неясно. Возможно связано с фракийск. Διτας, Διτα, ср. алб. ditë «день» (раньше могло означать «свет») — от и.-е. *dei-: *di «светить».
Согласно другому мнению, название Дитва является финским.

## Описание
Длина реки — 93 км, из них около 90 км она протекает по территории Белоруссии. Площадь водосборного бассейна — 1220 км², среднегодовой расход воды в устье 8,2 м³/с. Истоки реки расположены в Литве около города Эйшишкес, далее река протекает по Лидской равнине, в низовьях — по Неманской низменности на территории Вороновского и Лидского районов..
Ширина реки 15-25 м, в верховье — до 10 м, ширина долины — 1-2,5 км; пойма двухсторонняя, шириной 500—1000 м. Уклон реки — 0,4 м/км. Основные притоки — Лидея (31 км), Крупка, Нешкрупа, Осовка, Каменка (левые); Чернявка, Радунька (28 км) (правые).
Около 50 км русла канализировано. Крупнейший населённый пункт на реке — агрогородок Тарново.